# Força fotoeletromotriz
A força fotoeletromotriz é gerada quando um feixe luminoso incide sobre uma placa metálica. Isto ocorre porque as partículas contendo energia (chamada de fóton) permitem que o elétron escape da superfície metálica gerando uma corrente elétrica. Os elétrons emitidos pelo metal ao ser captados voltam à placa percorrendo um circuito elétrico. Este efeito observado em 1887 por Hertz, somente foi explicado por Einstein em 1905 usando a explicação de Planck sobre os pacotes ou quantidades fixas de energia chamados de quantum.
Em seu postulado Einstein desenvolveu a ideia de que a radiação consiste em quanta, ou fótons, e estes têm um comportamento de partículas aceleradas que deslocam os elétrons de suas órbitas, fazendo-os ganhar energia, gerando portanto, quando num metal e em circuito fechado, uma corrente elétrica que pode ser medida.
As modernas células solares funcionam desta forma, pois geram energia elétrica a partir da luz solar.